# 그웬 스테이시

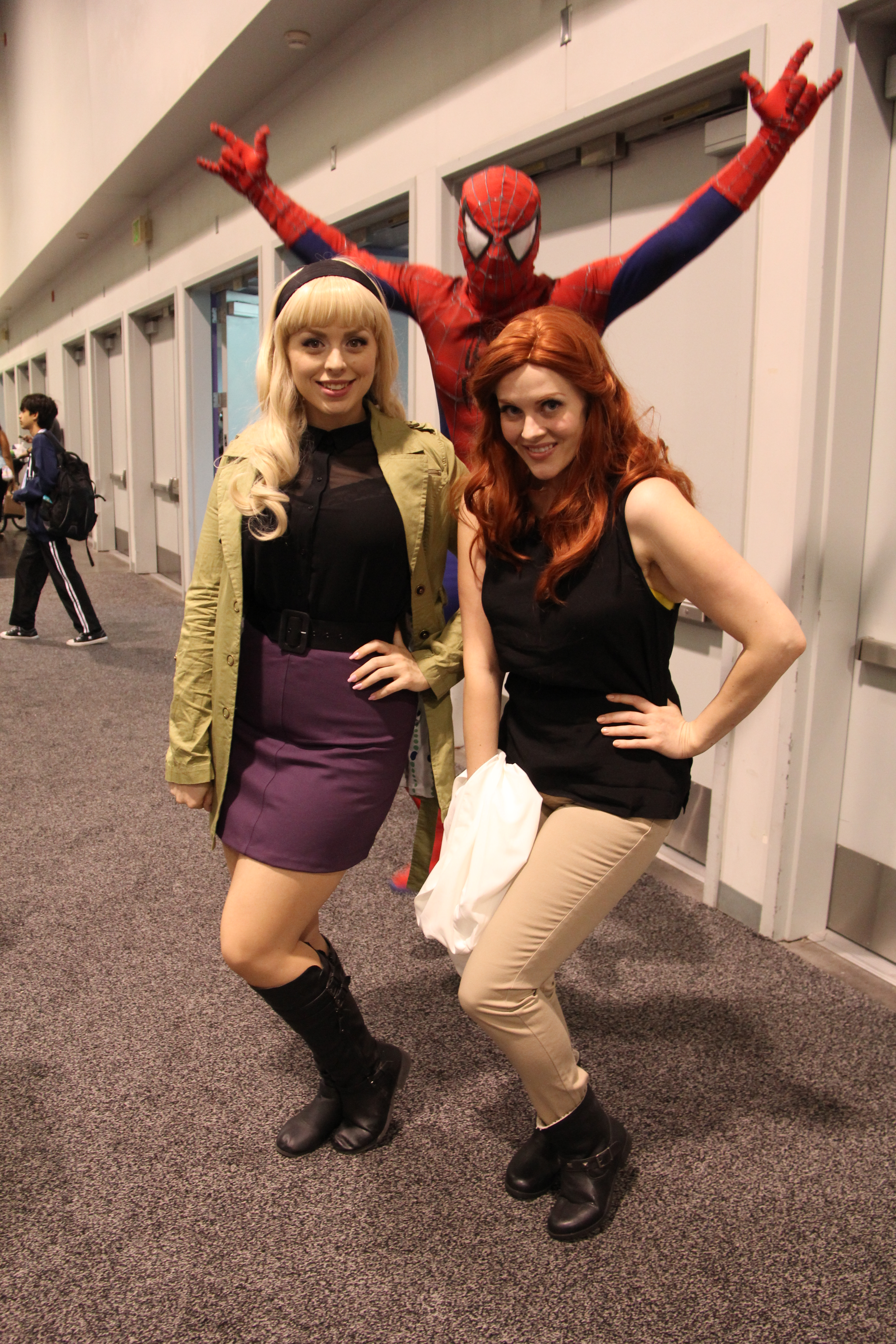

그웬 스테이시(Gwen Stacy)은 미국의 만화 《스파이더맨》에 등장하는 인물이다. 피터 파커와 사랑에 빠진다. 《스파이더맨 3》에서는 브라이스 댈러스 하워드가, 《어메이징 스파이더맨》에서는 엠마 스톤이 역할을 맡았다.